# Klanxbüll
Klanxbüll (fryz. Klångsbel, duń. Klangsbøl) – gmina w Niemczech w kraju związkowym Szlezwik-Holsztyn, w powiecie Nordfriesland, wchodzi w skład Związku Gmin Südtondern.